# Goryphus annulipes
Goryphus annulipes är en stekelart som först beskrevs av Cameron 1909.  Goryphus annulipes ingår i släktet Goryphus och familjen brokparasitsteklar. Inga underarter finns listade i Catalogue of Life.